# (73644) 1978 UD7
(73644) 1978 UD7 – planetoida z pasa głównego asteroid okrążająca Słońce w ciągu 3,35 lat w średniej odległości 2,24 j.a. Odkryta 27 października 1978 roku.